# Stupeň krytí

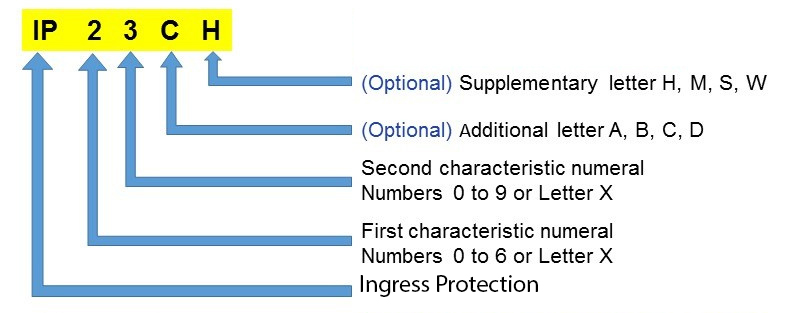
IP kódy

Stupeň krytí (IP, Ingress Protection) udává odolnost elektrických zařízení proti vniknutí cizího tělesa a vniknutí kapalin, zejména vody. Vyjadřuje se v tzv. IP kódu, který je tvořen znaky „IP“ následovanými dvěma číslicemi: první číslice udává ochranu před nebezpečným dotykem a před vniknutím cizích předmětů, druhá číslice označuje stupeň krytí před vniknutím vody.
IP kód je definován v normě IEC 529, převzaté jako EN 60529 a dále jako ČSN EN 60529, Stupeň ochrany krytem, jejímž předmětem jsou:

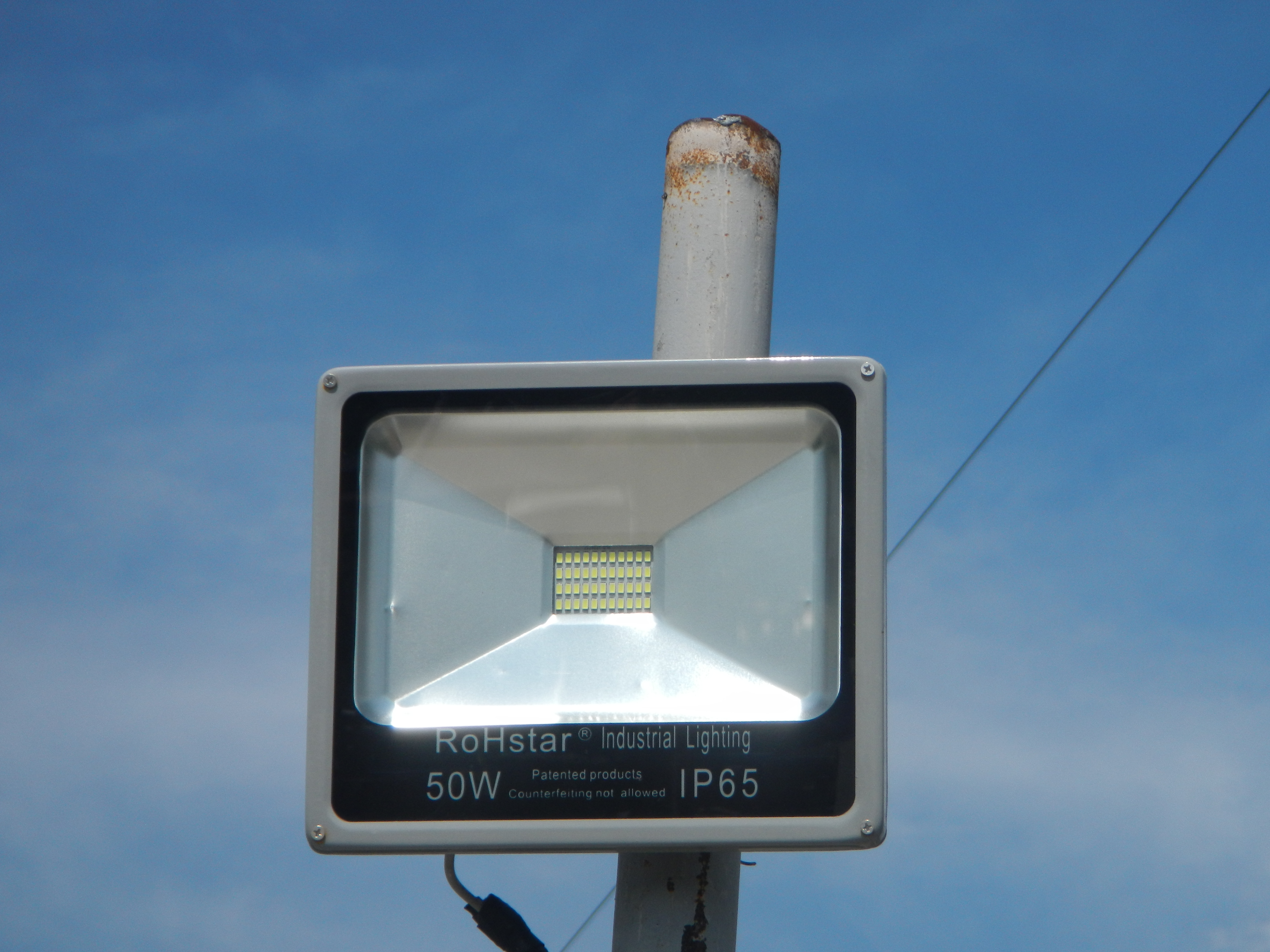
IP65 LED lampa

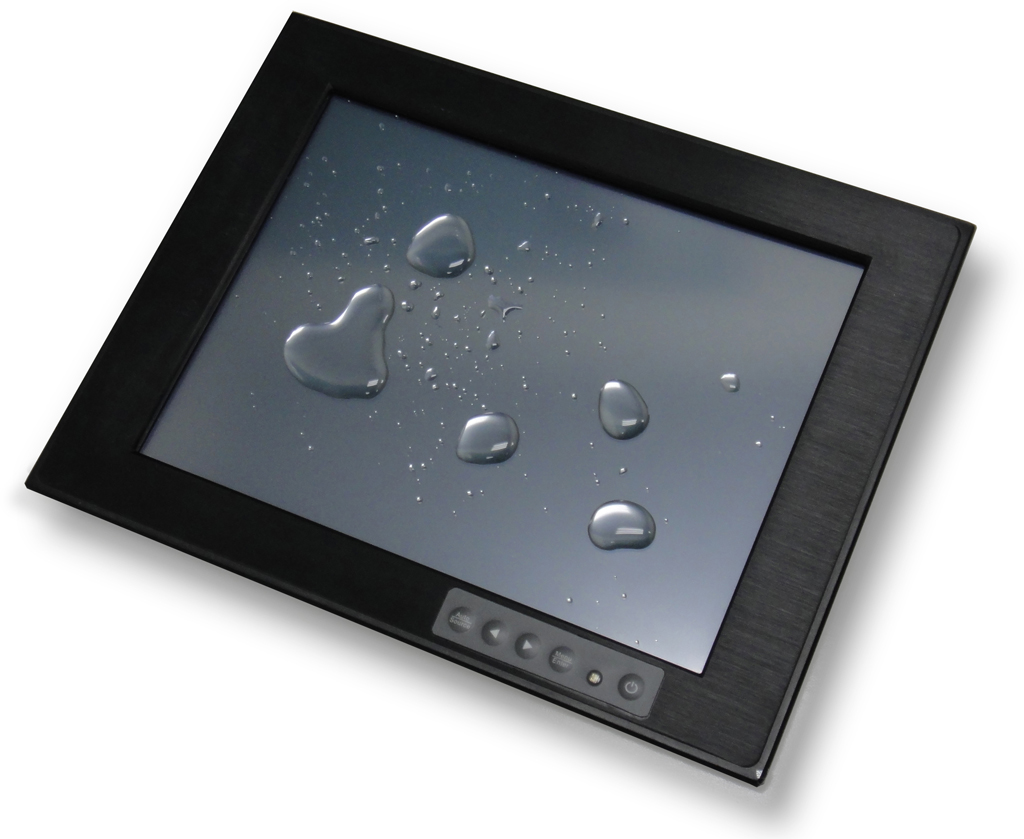
IP65 dotykový displej

- definice stupňů ochran krytem elektrických zařízení z hlediska:
  - ochrany osob před dotykem nebezpečných částí uvnitř krytu;
  - ochrany zařízení uvnitř krytu před vniknutím pevných cizích těles;
  - ochrany zařízení uvnitř krytu před škodlivými účinky způsobenými vniknutím vody.
- označování těchto stupňů ochrany;
- požadavky pro jednotlivá označení;
- zkoušky stanovené k prověření, zda kryty splňují požadavky této normy.

U hodinek (a lidově i obecně u všech zařízení) je obdobnou vlastností ochrany proti vniknutí vody vodotěsnost.

## Stupně krytí

### První číslice: Ochrana proti pevným částicím
| stupeň        | nebezpečným dotykem       | vniknutím cizích předmětů |
| ------------- | ------------------------- | ------------------------- |
| IP 0x         | bez ochrany               | bez ochrany               |
| IP 1x         | dlaní (>5×5 cm)           | velkých                   |
| IP 2x (IPxxB) | prstem (>12,5×12,5 mm)    | malých                    |
| IP 3x         | nástrojem (>2,5 mm)       | drobných                  |
| IP 4x (IPxxD) | nástrojem, drátem (>1 mm) | velmi drobných            |
| IP 5x         | jakoukoliv pomůckou       | prachu částečně           |
| IP 6x         | jakoukoliv pomůckou       | prachu úplně              |

### Druhá číslice: Ochrana proti vniknutí kapaliny
| stupeň | vniknutím vody (specifikace IPX) |
| ------ | --- |
| IP x0  | bez ochrany |
| IP x1  | Chráněno proti kapající vodě 1+0,5 mm za minutu. Jednotka je umístěna ve své pracovní poloze a otáčí se kolem vertikální osy. Doba zkoušky 10 minut.                                      |
| IP x2  | Chráněno proti kapající vodě 3+0,5 mm za minutu, Jednotka je testována ve 4 pozicích, nakloněných o 15° od normální provozní polohy. Doba zkoušky 2,5 minuty na polohu.                   |
| IP x3  | Chráněno proti vodní tříšti. Voda stříká na přístroj v úhlu 60° vertikálně, v množství 10 litrů za minutu a při tlaku 80–100kN/m² po dobu nejméně 5 minut.                                |
| IP x4  | Chráněno proti stříkající vodě. Stejné jako u IP x3, jen s rozdílem, že voda stříká ve všech úhlech.                                                                                      |
| IP x5  | Chráněno proti tryskající vodě. Voda míří 6,3 mm tryskou ve všech úhlech při průtoku 12,5 litrů za minutu při tlaku 30 kN/m² po dobu nejméně 3 minuty ze vzdálenosti 3 metry.             |
| IP x6  | Chráněno proti intenzivně tryskající vodě. Voda míří 12,5 mm tryskou ve všech úhlech při průtoku 100 litrů za minutu při tlaku 100 kN/m² po dobu nejméně 3 minuty ze vzdálenosti 3 metry. |
| IP x7  | Chráněno proti ponoření do vody na 30 minut do hloubky 1 metr. |
| IP x8  | Chráněno proti potopení do vody. Zařízení je schopné nepřetržitého potopení do vody za podmínek, které určí výrobce zařízení.                                                             |
| IP x9  | Chráněno proti tryskající vysokotlaké teplé vodě. |

### Doplňkový dopis (volitelný)
| Písmeno | Význam                        |
| ------- | ----------------------------- |
| F       | Vydrží olej                   |
| H       | Vydrží vysoké napětí          |
| M       | Hýbání se zařízením při testu |
| S       | Stacionární během testu vody  |
| W       | Povětrnostní podmínky         |